# Улик-Елга
Улик-Елга (баш. Үлекйылға) — деревня в Шаранском районе Республики Башкортостан Российской Федерации. Входит в состав Дюртюлинского сельсовета.

## География

### Географическое положение
Расположена на юго-западе района. Расстояние до:
- районного центра (Шаран): 14 км,
- центра сельсовета (Дюртюли): 6 км,
- ближайшей ж/д станции (Туймазы): 25 км.

## История
Деревня возникла задолго до башкирских восстаний 1735—40 годов; III ревизией 1762 года было учтено 30 татар мужского пола. К IV ревизии 1783 года они перешли в сословие тептярей, всего их насчитывался 51 человек. V ревизия 1795 года выявила 82 тептяря. По VII ревизии (1816) в деревне насчитывалось 36 тептярей и 5 ясачных татар мужского пола. Следующая (VIII) ревизия учла в 1834 году 51 тептяря и 4 татар мужского пола. В 1859 году в 20 дворах проживало 177 тептярей.
В конце 1865 года — деревня Улюк-Илгина 3-го стана Белебеевского уезда Уфимской губернии, 34 двора и 209 жителей (105 мужчин и 104 женщины), ошибочно показанных в основном башкирами. Имелась мечеть.
В 1896 году в деревне Улик Илга Тюменяковской волости IV стана Белебеевского уезда — 64 двора и 368 жителей (183 мужчины, 185 женщин). По описанию, данному в «Оценочно-статистических материалах», деревня была расположена по ровному месту со склоном на юго-восток, на юго-востоке надела, при одноимённой речке; поля располагались до 1,5 версты от селения. Почва — чернозём. Выгон располагался по ровному месту с пологим склоном к речке, местами был болотистым. На юго-западе надела располагался кустарник.
В 1906 году в деревне 75 дворов и 420 человек (205 мужчин, 215 женщин), мечеть.
По данным подворной переписи, проведённой в уезде в 1912—13 годах, деревня Улук-Илга входила в состав Улук-Илгинского сельского общества Тюменяковской волости. В ней имелось 85 хозяйств тептярей-припущенников, где проживало 479 человек (243 мужчины, 236 женщин). Количество надельной земли составляло 554 казённые десятины (из неё 61,58 сдано в аренду), в том числе 500 десятин пашни и залежи, 29 десятин усадебной земли, 5 — выгона, 2 десятины сенокоса, 4 десятины леса и 14 — неудобной земли. Также 25 десятин было куплено (из неё 20 сдано в аренду), 99,76 — арендовано. Посевная площадь составляла 345,93 десятины, из неё 49,3 % занимала рожь, 16,55 % — овёс, 11,6 % — просо, 9,4 % — горох, 5,6 % — греча и 5,5 % — полба, остальные культуры (картофель, пшеница и конопля) занимали 2,1 % посевной площади. Из скота имелось 128 лошадей, 123 головы КРС, 362 овцы и 57 коз. 1 человек занимался промыслами. 4 хозяйства держали 10 ульев пчёл.
В 1920 году по официальным данным в деревне той же волости 96 дворов и 462 жителя (221 мужчина, 241 женщина), по данным подворного подсчета — 491 тептярь из татар в 96 хозяйствах. К 1925 году осталось 74 хозяйства.
В 1926 году деревня относилась к Аднагуловской волости Белебеевского кантона Башкирской АССР.
В 1939 году в деревне Улик-Елга Челмалинского сельсовета Шаранского района — 382 жителя (158 мужчин, 224 женщины).
По данным на 1952 год село Улик-Елга входило в состав Сарсазовского сельсовета Шаранского района. В 1954 году Сарсазовский сельсовет включён в состав Дюртюлинского.
В 1959 году в деревне Дюртюлинского сельсовета проживало 167 жителей (65 мужчин, 102 женщины), в 1970 году — 166 жителей (71 мужчина, 95 женщин).
В 1979 году в деревне 141 житель (59 мужчин, 82 женщины), в 1989 году — 125 жителей (65 мужчин, 60 женщин).
В 2002 году — 33 человека (14 мужчин, 19 женщин), башкиры (82 %).
В 2010 году — 36 человек (17 мужчин, 19 женщин).

## Население
| 2002 | 2009 | 2010 |
| ---- | ---- | ---- |
| 33   | ↘29  | ↗36  |

## Инфраструктура
Имеется кладбище. К юго-западу от деревни находится тепличное хозяйство, а к северо-востоку — полевой стан.